# Francis Bossman
Francis Bossman (Accra, 24 giugno 1984) è un ex calciatore ghanese, di ruolo centrocampista.

## Carriera

### Club
Ha giocato nella massima serie dei campionati serbo, azero e montenegrino.

### Nazionale
Nel 2003 ha giocato una partita con la nazionale ghanese.